# Uxin Qi
Uxin Qi (chorągiew Uxin; chiń. 乌审旗; pinyin: Wūshěn Qí) – chorągiew w północnych Chinach, w regionie autonomicznym Mongolia Wewnętrzna, w prefekturze miejskiej Ordos. W 1999 roku liczyła 92 831 mieszkańców.